# The Tenderfoot's Troubles
The Tenderfoot's Troubles è un cortometraggio muto del 1912 diretto da P.C. Hartigan. Il film ha come interpreti Edward Coxen, Marin Sais e Marshall Neilan, nel ruolo del "novellino" del titolo.

## Produzione
Il film, prodotto dalla Kalem Company, fu girato in California, a Santa Monica.

## Distribuzione
Distribuito dalla General Film Company, il film - un cortometraggio di 225 metri - uscì nelle sale cinematografiche USA il 28 febbraio 1912. Nelle proiezioni, veniva programmato con il sistema dello split reel, accorpato in un'unica bobina con un altro cortometraggio prodotto dalla Kalem, il documentario A Visit to Madeira.